# Cratere Antonina
Antonina  è un cratere sulla superficie di Venere.